# باشاك إرايدن
باشاك إرايدن (بالتركية: Başak Eraydın)‏ مواليد 21 يونيو 1994 في أنقرة، هي لاعبة كرة مضرب تركية تلعب باليد اليمنى وتحتل حالياً المرتبة 264 (1 فبراير 2016) في تصنيف رابطة محترفات كرة المضرب. أعلى تصنيف لها في الفردي كان 263. أعلى تصنيف لها في الزوجي كان 181.

## روابط خارجية
- باشاك إرايدن على موقع رابطة محترفات التنس (الإنجليزية)
- باشاك إرايدن على موقع الاتحاد الدولي لكرة المضرب (الإنجليزية)
- باشاك إرايدن على موقع كأس بيلي جين كينغ (الإنجليزية)
- باشاك إرايدن على موقع خلاصة التنس.كوم (الإنجليزية)